# Giuseppe De Stefano
Giuseppe De Stefano (Reggio Calabria, 1º dicembre 1969) è un mafioso italiano.
È stato il capo dell'omonima cosca della 'Ndrangheta.

## Biografia
Divenne latitante dal 2003 e fu incluso nella lista dei 30 più ricercati d'Italia fino alla sua cattura il 10 dicembre 2008, a Reggio Calabria.
È il figlio del noto ex capobastone Paolo De Stefano, ucciso nel 1985, considerato uno dei più alti capi della 'Ndrangheta.
È stato condannato a 18 anni di carcere per traffico di droga e a 30 per associazione mafiosa.
Divenne capobastone dei De Stefano dopo l'arresto dello zio Orazio De Stefano, fratello di Paolo nel febbraio 2004.
Suo fratello maggiore Carmine De Stefano fu arrestato nel dicembre 2001.